# Corythoxestis praeustella
Corythoxestis praeustella is een vlinder uit de familie van de mineermotten (Gracillariidae). De wetenschappelijke naam van de soort werd voor het eerst geldig gepubliceerd in 1904 door van Deventer.